# Crastatt
Crastatt je občina v departmaju Bas-Rhin francoske regije Alzacija.
Leta 1990 je v občini živelo 177 oseb oz. 52 oseb/km².